# Ferrofluid

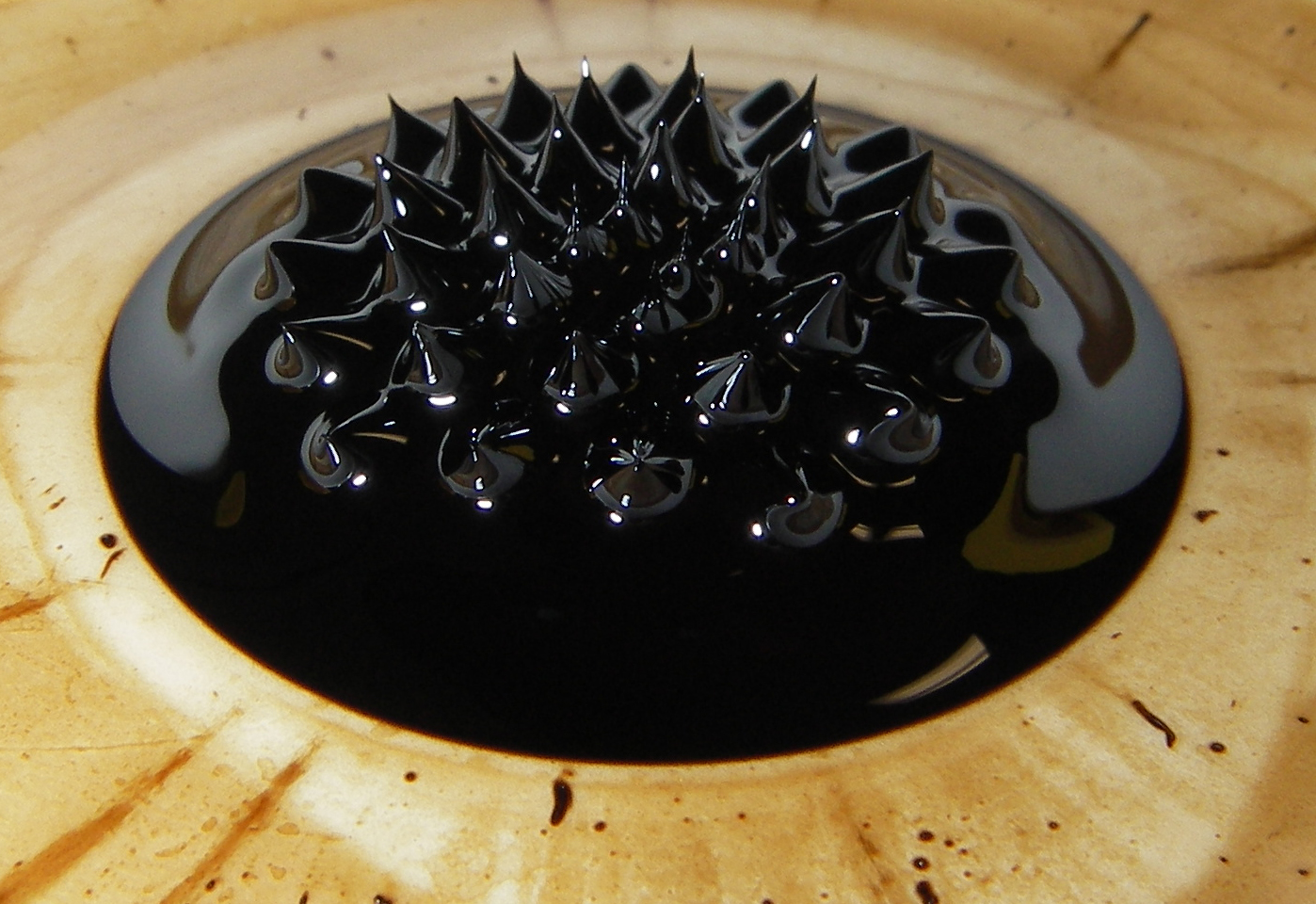
Ferrofluid

Ferrofluid är en vätska som blir starkt magnetiserad i närvaro av ett magnetfält. 
Vätskan är en lösning av ferromagnetiska nanopartiklar och en vätska.
Ferrofluider är kolloidala vätskor gjorda av nanoskalära ferromagnetiska- eller ferrimagnetiska partiklar i ett lösningsmedel (ofta ett organiskt lösningsmedel eller vatten). Varje partikel är belagd med ett surfaktant för att hämma vätskan från att klumpa sig. Stora ferromagnetiska partiklar kan slitas ut ur den homogena kolloidala blandningen och forma en separat anhopning av magnetiskt damm när de utsätts för ett tillräckligt starkt magnetfält. Nanopartiklarnas magnetiska dragningskraft är svag nog för att tensidens Van der Waals-kraft ska vara tillräcklig för att förhindra anhopningar av partiklar. 
Ferrofluider brukar inte behålla magnetisering vid avsaknad av ett externt pålagt magnetfält och därmed klassificeras de ofta som "superparamagnetiskta"-material (en form av paramagnetism) snarare än ferromagnetiska. Skillnaden mellan ferrofluider och magnetohydrodynamiska fluider är storleken på partiklarna. Partiklarna i en ferrofluid består främst av nanopartiklar som följer Brownsk rörelse och kommer generellt inte att sluta röra sig under normala förhållanden. Magnetohydrodynamiska fluider består främst av partiklar inom en mikrometerskala som är för tunga för att Brownsk rörelse ska hålla dem i rörelse, och de kommer därmed att lägga sig med tiden, på grund av den inneboende densitetsskillnaden mellan partikel och dess bärande vätska. Dessa två vätskor har väldigt olika användningsområden.

## Källhänvisning
Denna artikel är översatt från engelska Wikipedia den 29 december 2011